# Gönzbach
Der Gönzbach auch Gönzer Bach oder die Gönz ist ein rechter Zufluss des Ohrenbachs im bayerischen Odenwald.

## Geographie

### Verlauf
Der Gönzbach entspringt an der Landesgrenze zu Hessen, in einem Tal unterhalb des Jagdschlosses Eulbach, im Ruhbrunnen. Er verläuft in südöstliche Richtung nach Gönz, wo er den Gassenbach aufnimmt. Von dort fließt der Gönzbach Richtung Osten nach Weckbach, einem Ortsteil von Weilbach, wo er von rechts und Süden in den Ohrenbach mündet.

## Einzelnachweise

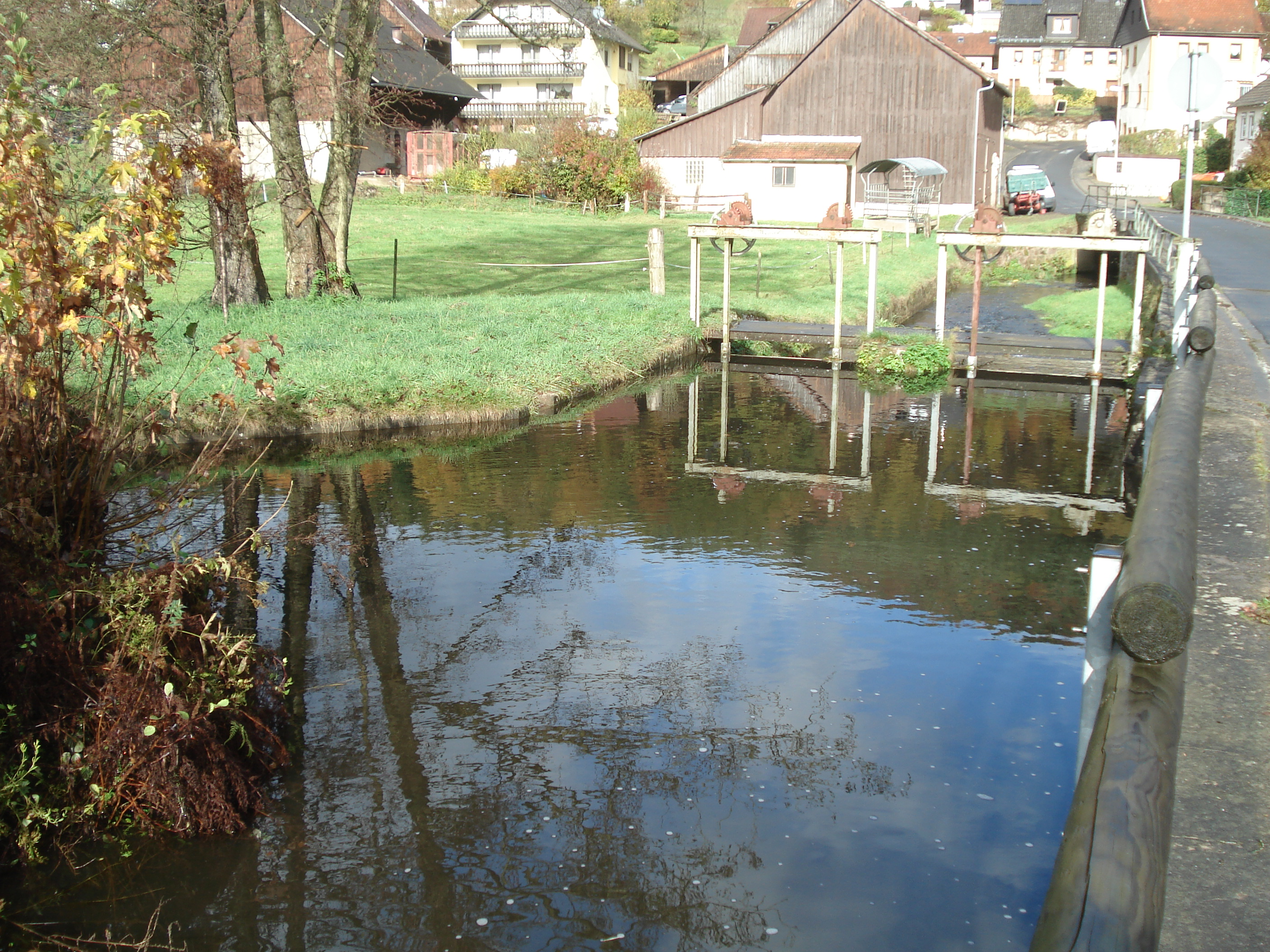
Der Gönzbach (vorne) mündet in den Ohrenbach (von links nach hinten)

### Zuflüsse
- Gassenbach (rechts)